# Adolf Dauthage
Adolf Dauthage, (ur. 20 lutego 1825 w Wiedniu, zm. 3 czerwca 1883 w Rustendorf, obecnie w obrębie Rudolfsheim-Fünfhaus) – austriacki litograf i malarz, specjalizujący się głównie w litografii portretowej.

## Życiorys
Urodził się w 1825 w Wiedniu. Pochodził z niezamożnej rodziny, był synem hydraulika. Studiował na Akademii Sztuk Pięknych w Wiedniu, ale został zmuszony do rezygnacji ze studiów z powodów finansowych. Przez cztery lata praktykował w zakładzie Josefa Kriehubera, gdzie zdobył doświadczenie w wykonywaniu litografii portretowych. Później pracował samodzielnie. Tworzył m.in. portrety austriackich monarchów, arystokratów, arcybiskupów i członków wiedeńskiej akademii nauk.